# Wo die Berge segeln
Wo die Berge segeln ist ein dänischer Farbfilm aus dem Jahr 1955.

## Handlung
Irgendwo an der grönländischen Küste lebt der Ich-Erzähler, Mikisoq, ein kleiner Junge, mit seinen Eltern, seiner Schwester sowie seinem Großvater in einer Torfhütte. Es ist Winter, der Vater und Mikisoq schießen eine Robbe und bringen sie mit dem Hundeschlitten heim. Es wird ein Festmahl für die Familie und alle Nachbarn. Die Schlittenhunde bekommen auch ihren Teil.
Als es Frühjahr wird, stirbt die Mutter an Tuberkulose. Der Vater will auf dem Fjord eine Robbe jagen, doch verjagt der Lärm eines Fischerbootes die Beute. Es wird immer schwieriger Robben zu fangen, da die Meerestemperatur gestiegen ist.
Mikisoq ist mittlerweile auch an Tuberkulose erkrankt. Er wird vom Arztboot abgeholt und per mehrtägiger Bootsreise nach Ilulissat für den Sommer über ins Hospital gebracht. Voller Verwunderung und Bewunderung erlebt er das Stadtleben: Wasserleitungen, Lastwagen, Holzstapel, Telefon und ein eigenes Bett. Einer seiner Zimmergenossen kommt aus Qasigiannguit. Seine Mutter pult Krabben in einer Konservenfabrik. Ein anderer kommt aus Sisimiut, wo sein Vater in einer Schiffswerft arbeitet. Der dritte Zimmergenosse kommt aus Qullissat. Sein Vater arbeitet in der dortigen Kohlenmine.
Mikisoq sendet Waren nach Hause und berichtet seinem Vater von der Möglichkeit in die Stadt zu ziehen und von der Kommune ein Haus gestellt zu bekommen. Während das Haus gebaut wird, arbeitet er, nun genesen, als Nachrichtenbote und lernt die Stadt noch besser kennen.
Schließlich kehrt Mikisoq heim, um seine Familie und seine Sachen abzuholen. Doch will der Großvater nicht mit in die Stadt. Er sei zu alt, um ein neues Leben andernorts zu beginnen. Als die Sonne sich senkt, fährt er mit dem Kajak hinaus auf den Fjord.

## Auszeichnungen und Nominierungen
Der Film hat den Gran premio della Mostra del film documentario auf der Biennale in Venedig 1955 gewonnen.
1956 erhielt er die Bodil in der Kategorie Bedste dokumentarfilm.
Im darauffolgenden Jahr wurde er für einen Oscar in der Kategorie Bester Dokumentarfilm nominiert. (Qivitoq war ein anderer dänischer Film, der in Grönland spielte, und auch 1957 für einen Oscar nominiert wurde.)
Zudem gewann der Film bei 6. Kultur- und Dokumentarfilmwoche in Mannheim 1957 den Preis für den besten Dokumentarfilm.

## Kritik
Bent Ousager kritisierte in der Jyllands-Posten am 22. Februar 1956 verschiedene Aspekte des Filmes, zum Beispiel, dass ein dänischer Junge mit Kopenhagener Dialekt der Ich-Erzähler ist, aber auch, dass man überhaupt eine Kinderperspektive wählte. Grönländer werden als Clownnummern präsentiert und die Beschreibung der Beerdigung der Mutter sei sowohl abgestumpft als auch anachronistisch. Der Erzähler im Film behaupte nämlich, man habe sie unter dem großen Stein hinterm Haus begraben. Das wirkt, als hätte man die Leiche beseitigt und nicht beigesetzt, obwohl man in Grönland seit Mitte des 18. Jahrhunderts dem christlichen Begräbnisritus folgt. Auch empfindet Ousager die Darstellung der Stadt als beschönigend. Ihre dunklen Seiten, das soziale Elend werde nicht gezeigt, dafür der Umzug in die Stadt als notwendige Voraussetzung für die Weiterentwicklung des Landes.
2013 kam Arine Kirstein Høgel zu dem Schluss, dass Wo die Berge segeln, ein typischer 1950er Jahre Film über Grönland sei, in dem das Land als natürlicher Teil Dänemarks dargestellt werde. Grönland wurde 1953 im dänischen Grundgesetz gleichgestellt. Der Film vertrete die Meinung, dass die dänische Kolonialisierung die Lebensbedingungen des durchschnittlichen Grönländers verbessere.
Sie schrieb, dass der Film ein erfolgreicher Dramadokumentarfilm gewesen sei, der auch in den Kinos gut ankam. Gleichzeitig sei er aber auch ein „schlimmes Beispiel dafür, wie die vermeintliche Wirklichkeitsnähe von Dokumentarfilmen Propaganda und Kulturimperialismus zu gute käme“.

## Produktion
Der Sohn von Bjarne Henning-Jensen, Lars Henning-Jensen, geboren 1943, fungierte sowohl bei der dänischen als auch der englischen Fassung als Erzähler.
Als Vorfilm lief die Dokumentation Ballettens Børn, bei der Astrid Henning-Jensen, die Ehefrau von Bjarne Regie führte.

## 1983er-Version
1983 veröffentlichte Bjarne Henning-Jensen eine Version ohne Erzählstimme. Laut Arine Kirstein Høgel blieb ein Bilderbuchfilm zurück, der aber sein raison d'etre verloren hatte. Da die Erzählung den Zusammenhang schuf. Im Gegensatz zum Original ist die 1983er-Version nur 48 Minuten lang.